# Tatry Zachodnie

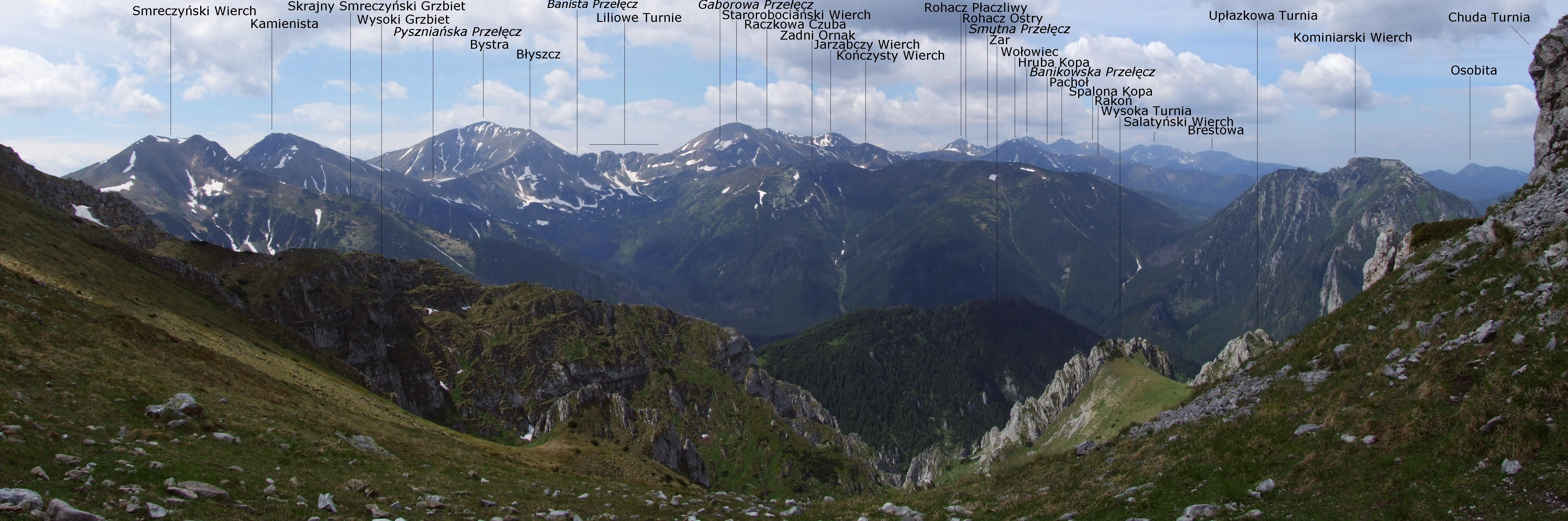
Panorama Tatr Zachodnich spod Chudej Przełączki

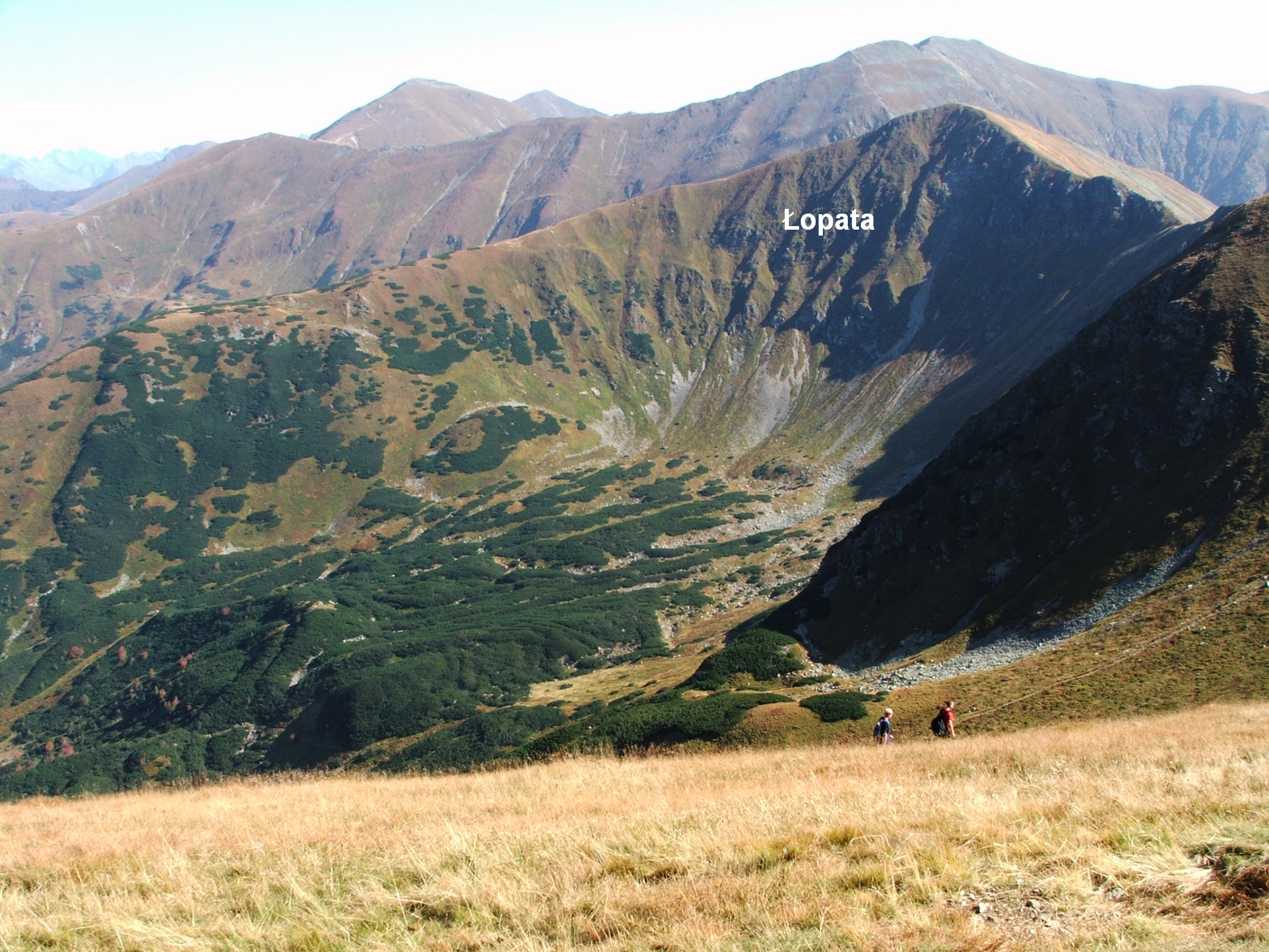
Tatry Zachodnie

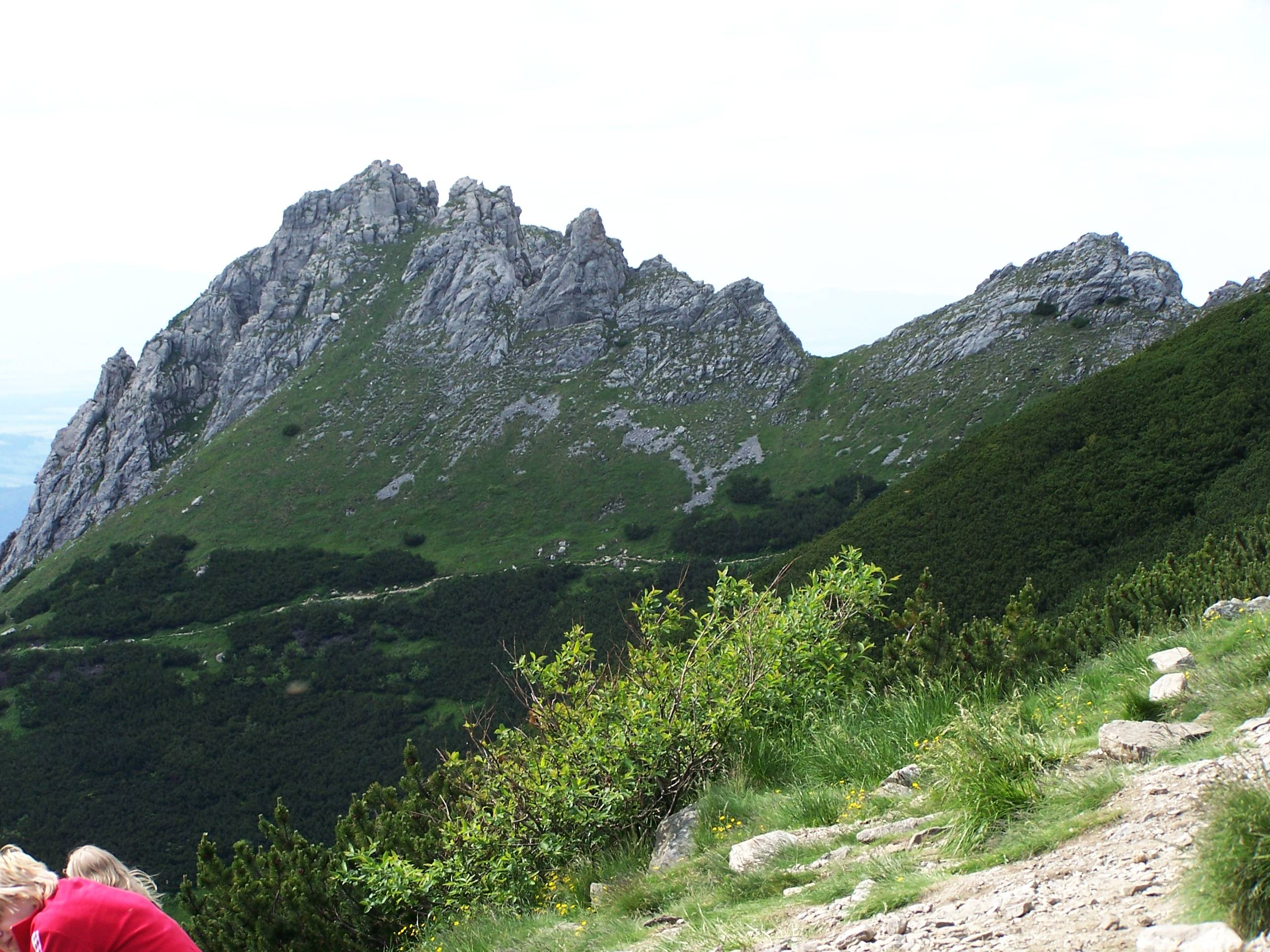
Wapienne turnie Małego Giewontu

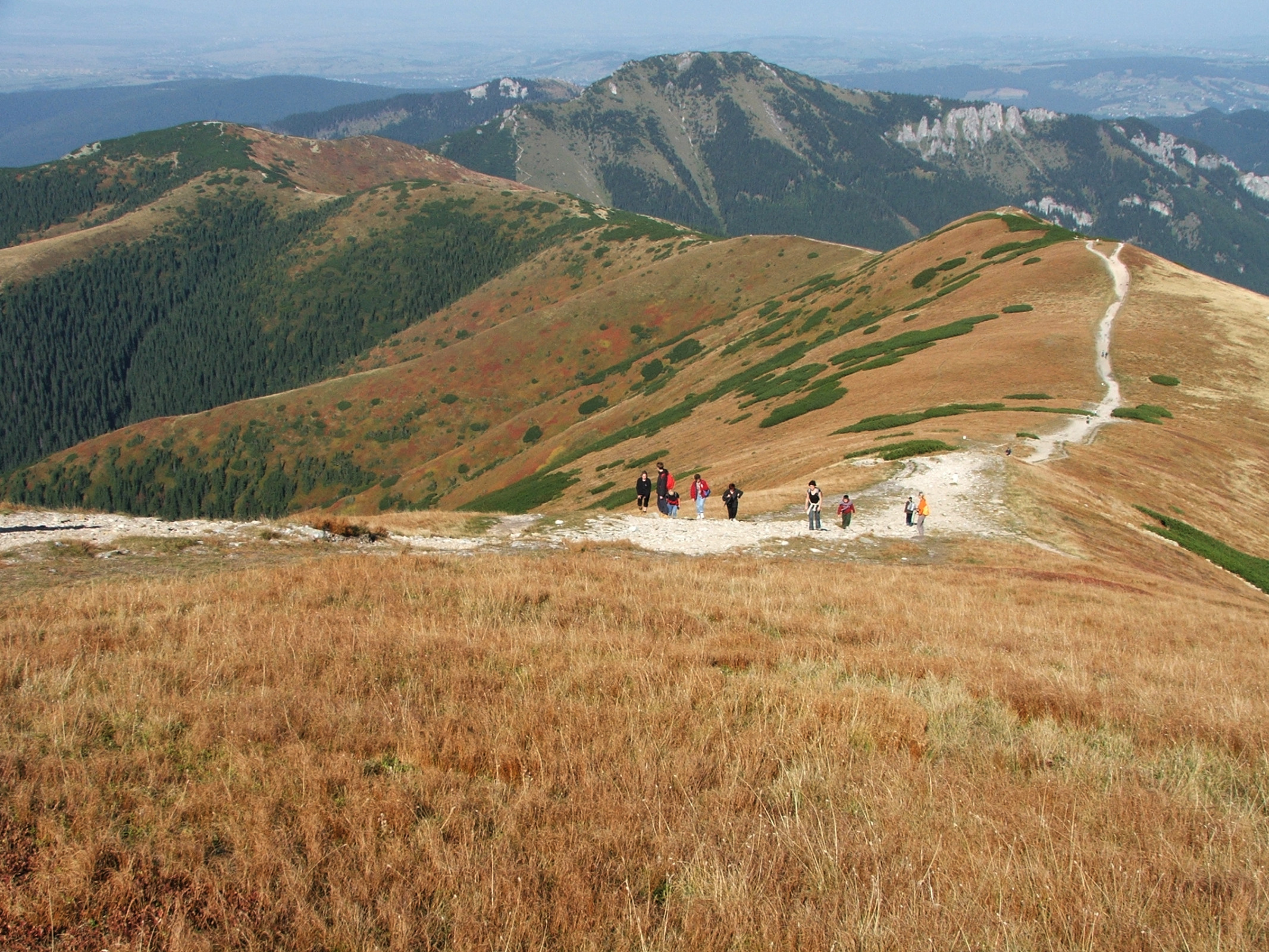
Długi Upłaz

Tatry Zachodnie (514.52; słow. Západné Tatry, dawniej Liptovské hole, Liptovské Tatry, niem. Liptauer Alpen, Liptauer Tatra, Liptauer Hochgebirge, Arva-Liptauer Hochgebirge, Westliche Tatra, węg. Liptói-Tátra) – jedno z trzech pasm górskich Łańcucha Tatrzańskiego, będące zachodnią częścią Tatr. Położone w Polsce i Słowacji. Nazwa rozpowszechniła się w polskiej literaturze dopiero po 1868 roku, dawniej używano także nazw: Hale Liptowskie, Hale Liptowsko-Orawskie, Hale Liptowsko-Nowotarskie.

## Położenie geograficzne
Główny grzbiet leży między przełęczą Liliowe, która oddziela je od Tatr Wysokich, a Huciańską Przełęczą, oddzielającą je od Skoruszyńskich Wierchów. Od zachodu oddzielone są od Gór Choczańskich przełomową (dla tych drugich) Doliną Kwaczańską, od północnego zachodu od Skoruszyńskich Wierchów dolinami Huciańską, Błotną i Mihulczą oraz przełęczami Borek i Maniowa Przehyba. Na północy od Orawicko-Witowskich Wierchów oddzielają je Dolina Cicha Orawska i Brama Orawska. Dalej granicę stanowi krawędź Kotliny Zakopiańskiej, ograniczona Drogą pod Reglami. Wszystkie wymienione przełęcze i doliny okalające Tatry Zachodnie od północnego zachodu i północy wchodzą w skład tzw. Rowu Podtatrzańskiego, na który po polskiej stronie składają się Rów Kościeliski i Rów Zakopiański. Na południu granicę Tatr Zachodnich tworzy wielki uskok, oddzielający je od wypełnionej fliszem Kotliny Liptowskiej. W przybliżeniu pokrywa się on z zachodnią częścią Magistrali Tatrzańskiej.
Po polskiej stronie granica między Tatrami Wysokimi i Tatrami Zachodnimi ciągnie się dnem Doliny Gąsienicowej i Doliny Suchej Wody Gąsienicowej. Po słowackiej stronie nie ma jednomyślności wśród geografów – geografowie polscy przeprowadzają tę granicę dnem Doliny Cichej Liptowskiej, część słowackich ma inne zdanie i granicę prowadzi Doliną Koprową. Najwybitniejszy słowacki tatrolog Ivan Bohuš ma zdanie identyczne jak Polacy, tj. jest przeświadczony o wyższości kryterium orograficzno-hydrologicznego nad krajobrazowo-geologicznym.
W linii prostej długość grani głównej Tatr Zachodnich wynosi ok. 29 kilometrów, rzeczywista długość całej wynosi 42 km. Tatry Zachodnie mają powierzchnię ok. 400 km², co stanowi niemal połowę całej powierzchni Tatr. 25% powierzchni Tatr Zachodnich znajduje się w Polsce, reszta na Słowacji. Jezior jest tutaj znacznie mniej niż w Tatrach Wysokich; największe z nich to Niżni Staw Rohacki, po polskiej stronie jedynym większym jest Smreczyński Staw.

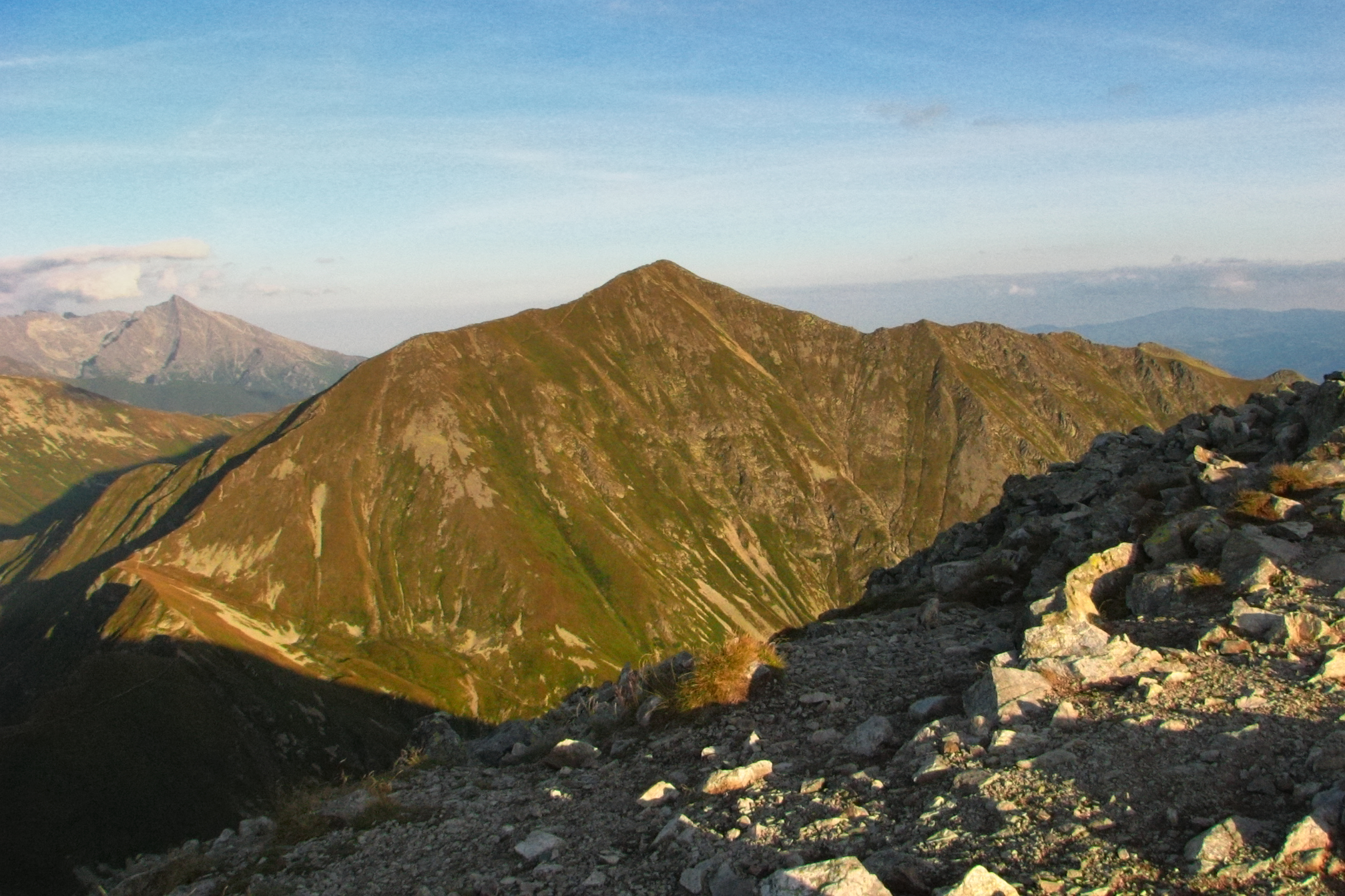
Bystra – najwyższy szczyt całych Tatr Zachodnich
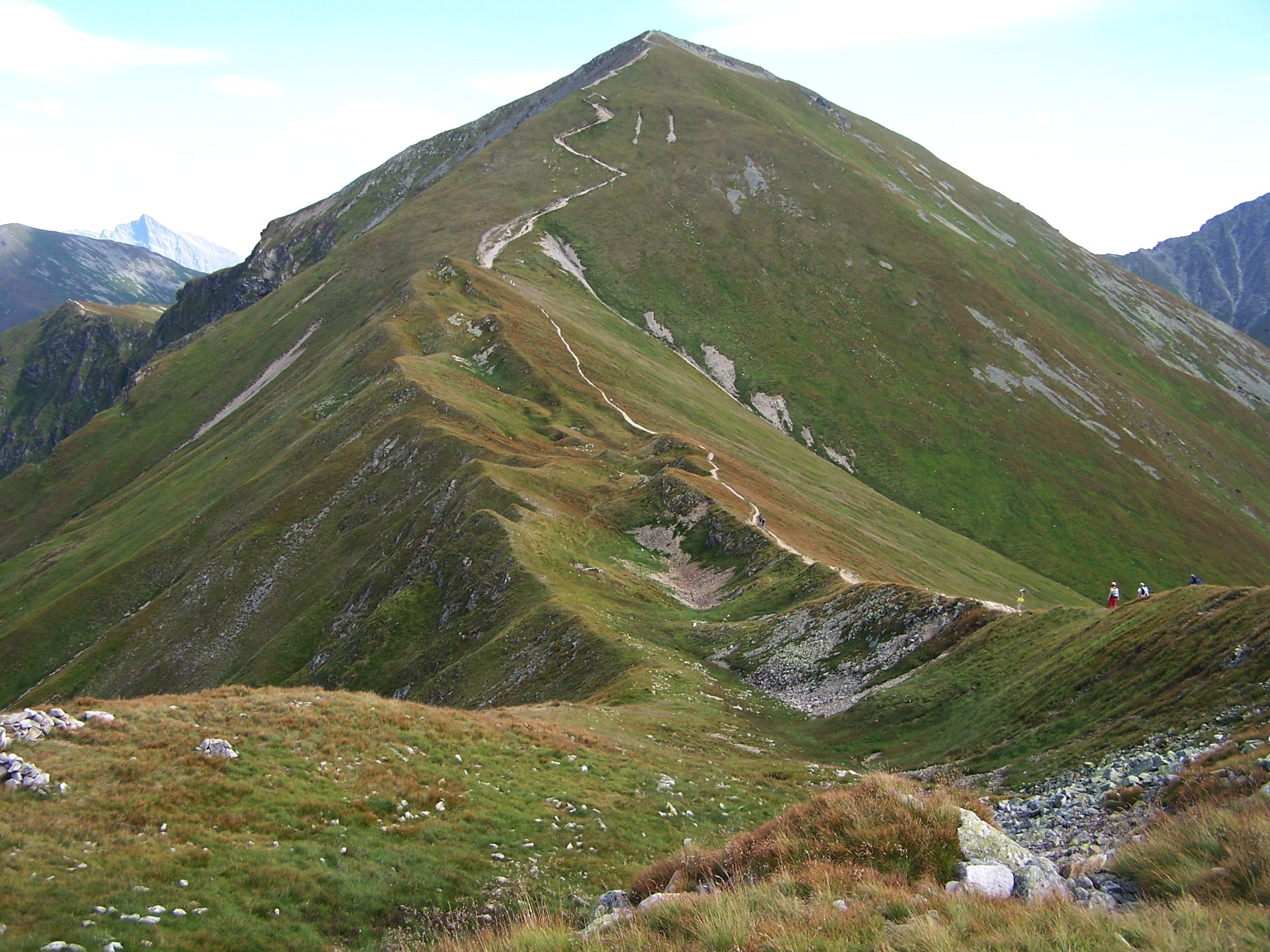
Starorobociański Wierch – najwyższy szczyt polskiej części Tatr Zachodnich
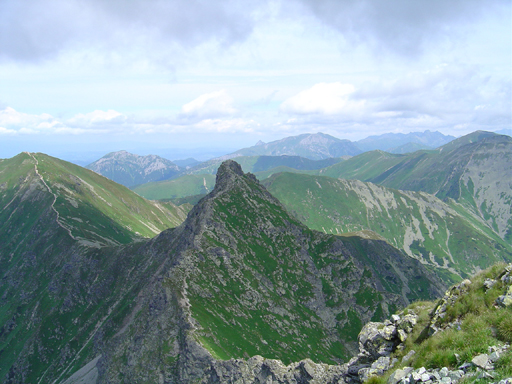
Rohacz Ostry
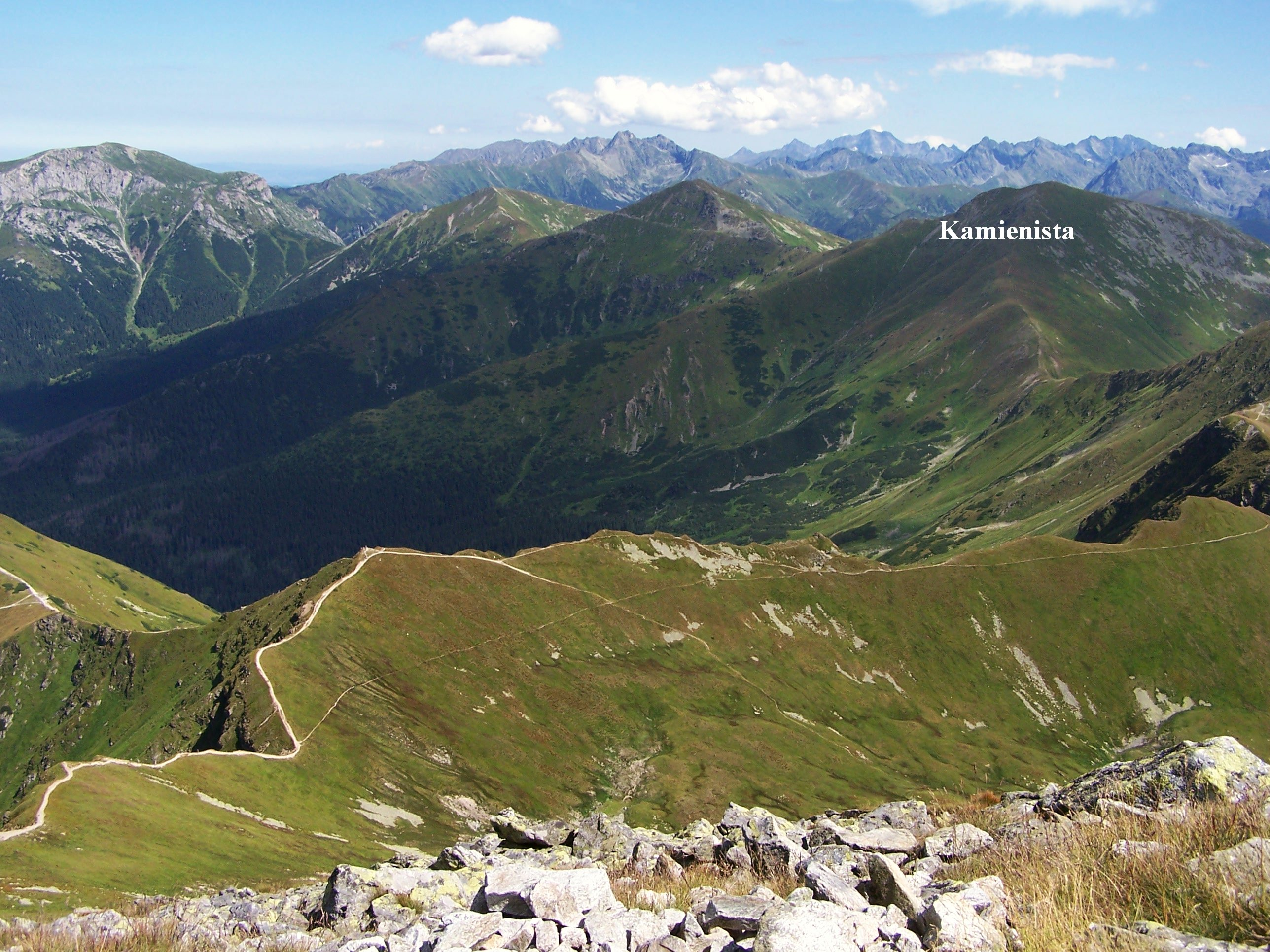
Szczyty Tatr Zachodnich na tle Tatr Wysokich
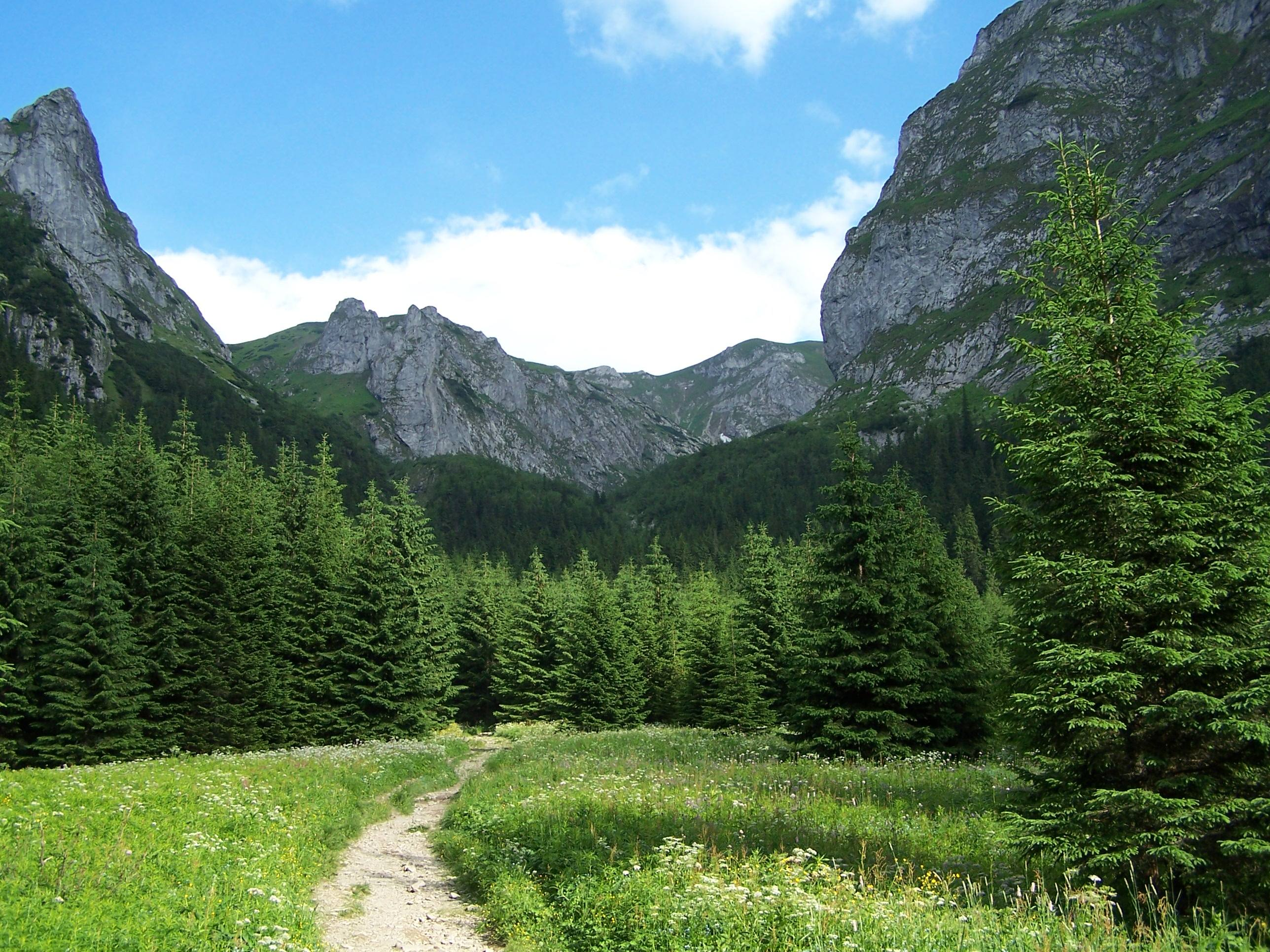
Dolina Małej Łąki
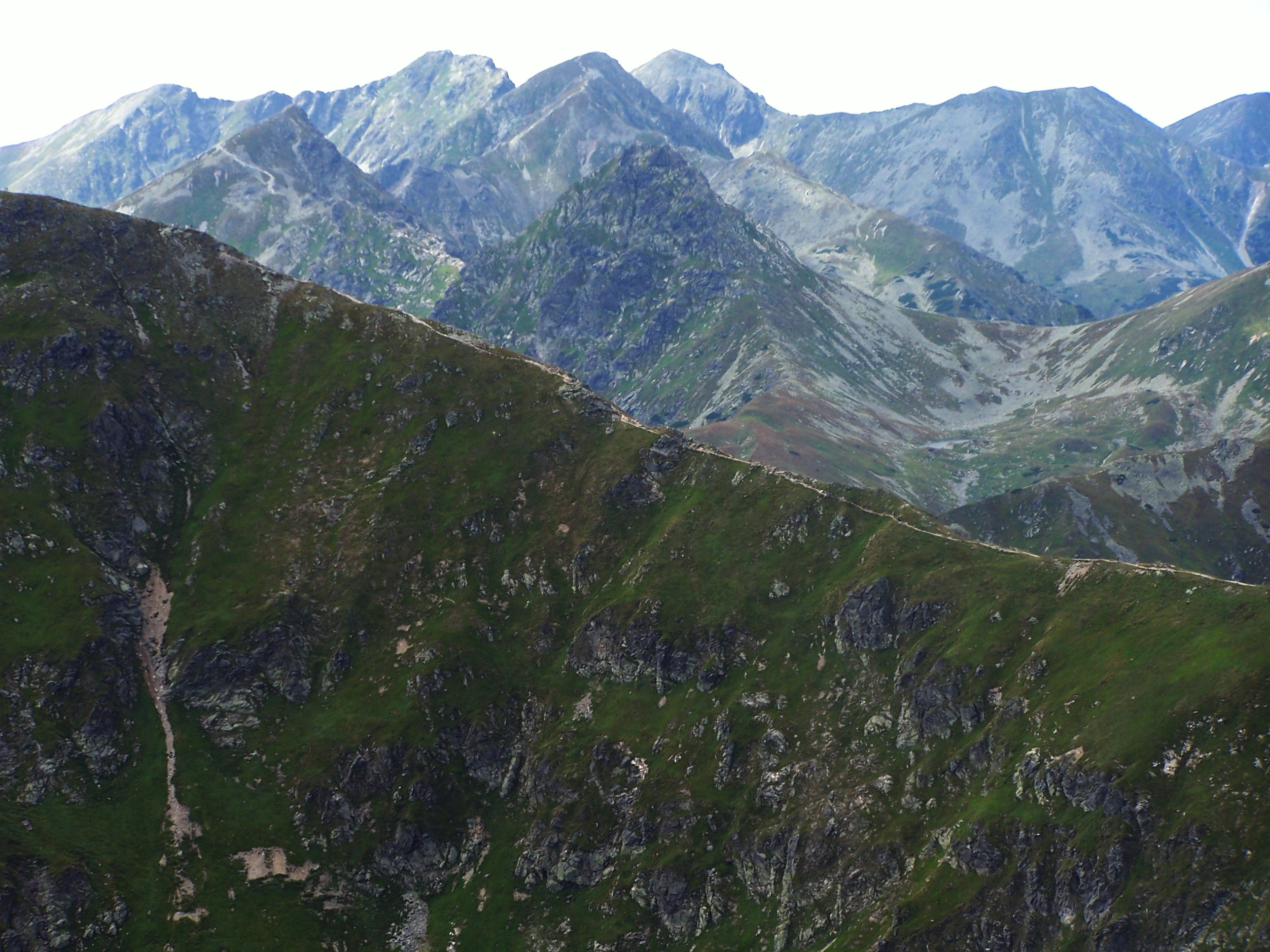
Na pierwszym planie grzbiet Wołowca, w głębi Rohacze
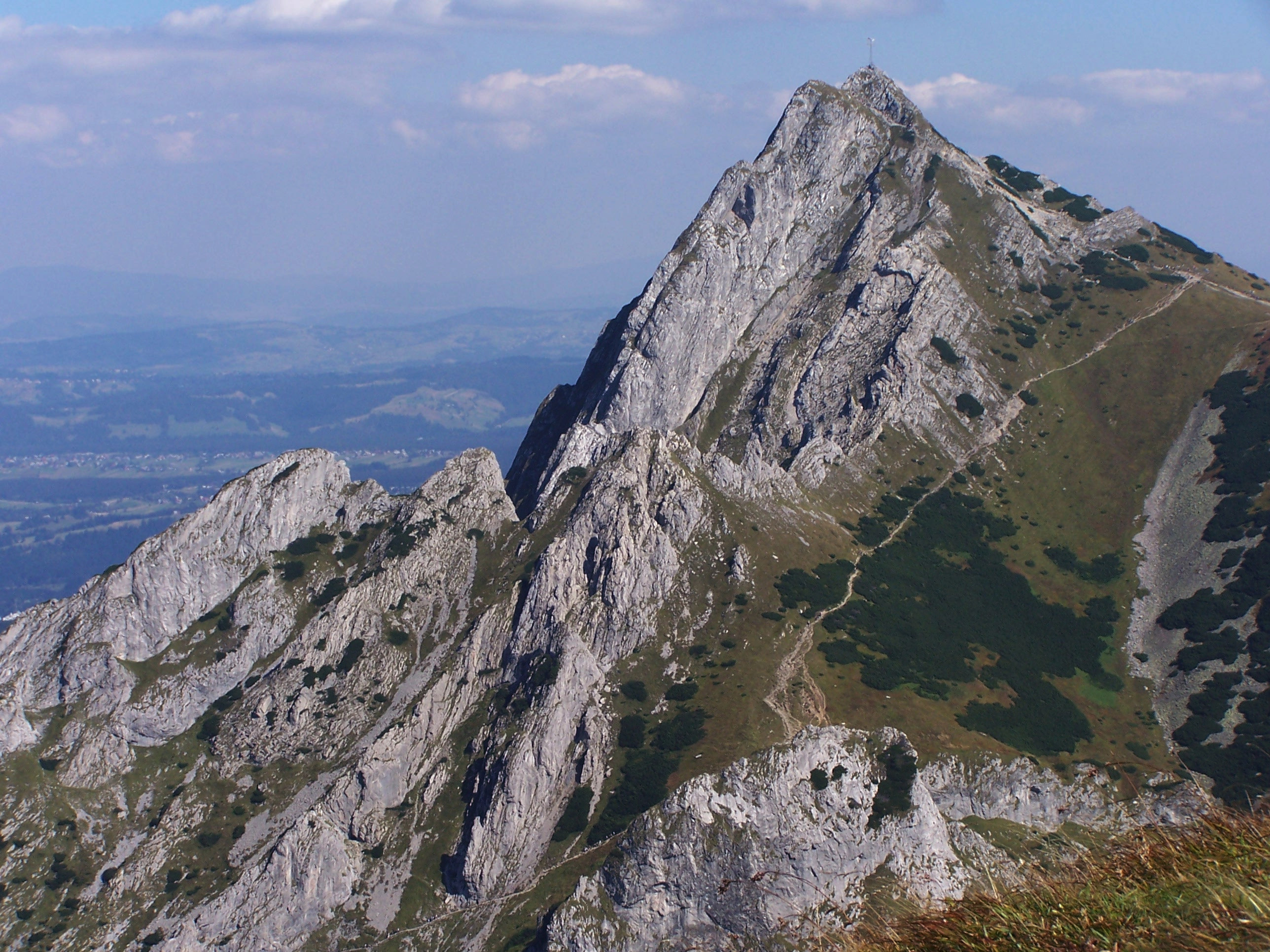
Ściany Giewontu
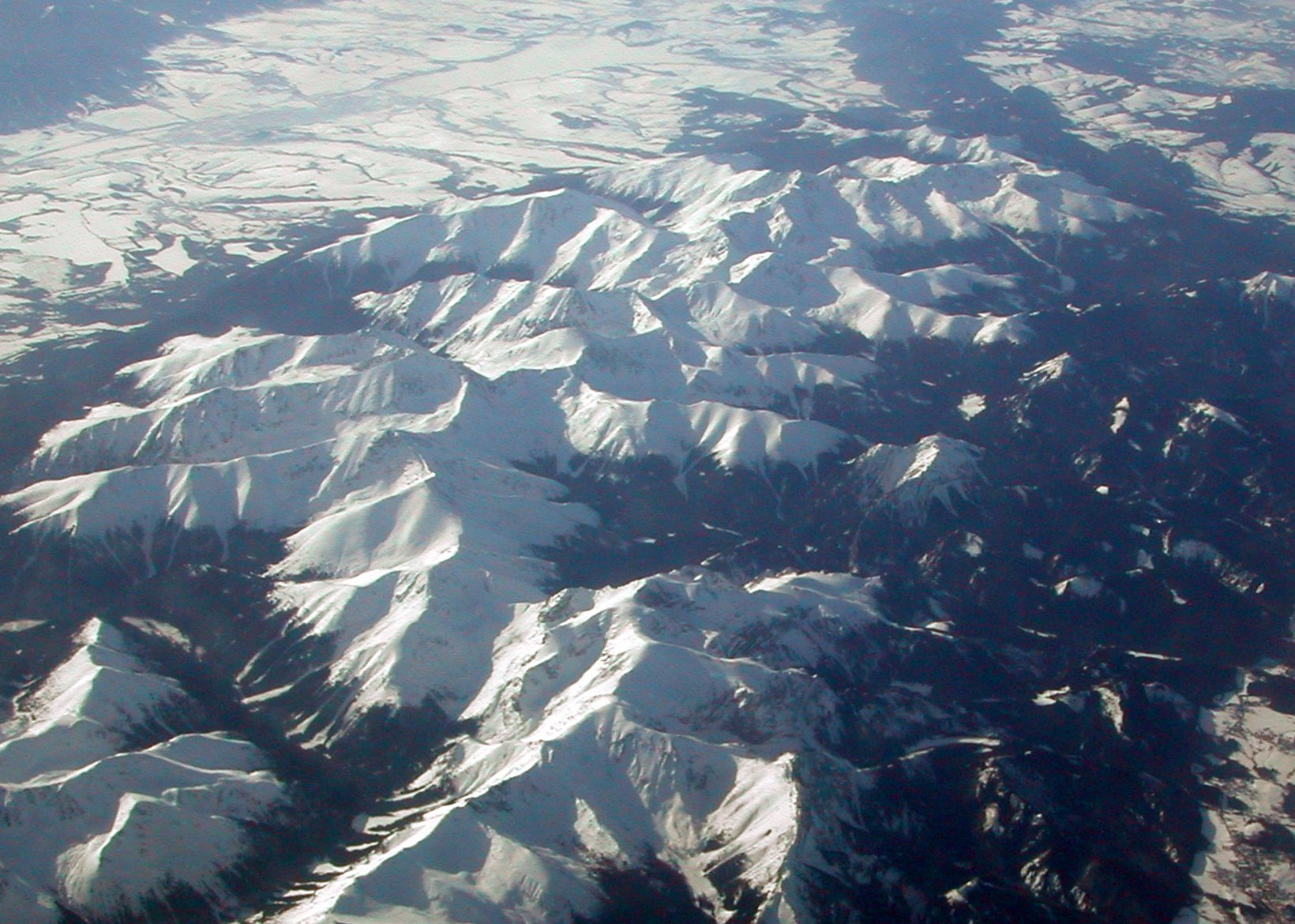
Tatry Zachodnie zimą

## Szczyty
Szczyty Tatr Zachodnich powyżej 2000 m n.p.m.

- Bystra 2248 m
- Raczkowa Czuba 2194 m
- Baraniec 2184 m
- Banówka 2178 m
- Starorobociański Wierch 2176 m
- Pachoł 2167 m
- Hruba Kopa 2166 m
- Zadnia Kopa 2163 m
- Szczerbawy 2149 m
- Jałowiecki Przysłop 2142 m
- Jarząbczy Wierch 2137 m
- Trzy Kopy 2136 m
- Kamienista 2126 m
- Rohacz Płaczliwy 2125 m
- Krzesanica 2122 m
- Mała Bystra 2108 m
- Ciemniak 2096 m
- Małołączniak 2096 m
- Wyżnia Magura 2095 m
- Rohacz Ostry 2088 m
- Spalona Kopa 2083 m
- Smrek 2072 m
- Smreczyński Wierch 2068 m
- Wołowiec 2063 m
- Pośrednia Magura 2050 m
- Salatyński Wierch 2048 m
- Mały Salatyn 2046 m
- Klin 2044 m
- Przednia Kopa 2043 m
- Jeżowa Kopa 2043 m
- Beskid 2012 m
- Kopa Kondracka 2005 m
- Kończysty Wierch 2002 m[7].

## Główne doliny
- na polskiej stronie (w kierunku od wschodu na zachód):

Dolina Olczyska, Dolina Bystrej (i jej odgałęzienia: Jaworzynka, Dolina Kasprowa, Dolina Kondratowa), Dolina Białego, Dolina ku Dziurze, Dolina Strążyska, Dolina za Bramką, Dolina Małej Łąki, Dolina Kościeliska (i jej odgałęzienia: Dolina Miętusia, Dolina Tomanowa, Dolina Pyszniańska), Dolina Lejowa, Dolina Chochołowska (i jej odgałęzienia: Dolina Starorobociańska, Dolina Jarząbcza, Dolina Chochołowska Wyżnia).
- na słowackiej stronie:

Dolina Cicha Liptowska (i jej odgałęzienia: Dolina Walentkowa, Dolina Wierchcicha, Dolina Szpania, Dolina Tomanowa Liptowska, dolina Hlina, Dolina Kamienista), Dolina Bystra, Dolina Wąska, Dolina Raczkowa (i jej odgałęzienia: Dolina Gaborowa, Dolina Zadnia Raczkowa), Dolina Jamnicka, Dolina Tarnowiecka, Dolina Żarska, Dolina Jałowiecka (i jej odgałęzienia: Parzychwost, Dolina Bobrowiecka Liptowska), Dolina Sucha Sielnicka, Dolina Juraniowa, Dolina Bobrowiecka Orawska, Dolina Zuberska (i jej odgałęzienia: Dolina Łatana, Dolina Rohacka), Dolina Siwa, Dolina Borowej Wody.

## Budowa geologiczna
Trzon krystaliczny głównego grzbietu Tatr Zachodnich (a także Wysokich) stanowią głębinowe skały magmowe (granity) oraz metamorficzne, w tym gnejsy, migmatyty, amfibolity, łupki krystaliczne i mylonity, pochodzące prawdopodobnie ze paleozoiku dolnego . Na zboczach Trzydniowiańskiego Wierchu i na Długim Upłazie dostrzec można z daleka kilka białych, lśniących kwarcytów wystających ponad powierzchnię. Północne stoki Tatr Zachodnich, podobnie jak Wysokich oraz Tatry Bielskie, zbudowane są ze skał osadowych.
Występowanie tutaj dużej ilości skał bardziej podatnych na erozję niż skały Tatr Wysokich jest przyczyną tego, że szczyty Tatr Zachodnich są niższe. Największy wpływ na kształtowanie rzeźby terenu wywarły wody płynące – potoki. Ich bieg został częściowo narzucony przez budowę geologiczną podłoża – układ warstw, uskoki, spękania, a częściowo następował niezależnie od struktur geologicznych. Tak np. głębokie wąwozy dolin Kościeliskiej i Chochołowskiej wyrzeźbione zostały w skałach osadowych przez płynące ich dnem potoki. Niewielki szlif nadały rzeźbie Tatr Zachodnich lodowce górskie.
Mniejsza wysokość szczytów spowodowała, że w czasie epoki lodowcowej nie uległy one tak silnemu zlodowaceniu – powstające tutaj lodowce były mniejsze, kotły lodowcowe płytsze i nie tak surowe. Ogólnie wpływ lodowców na rzeźbę gór był tutaj mniejszy niż w Tatrach Wysokich. Wskutek występowania tutaj skał wapiennych – wapieni i dolomitów – dobrze rozwinięte są tutaj zjawiska krasowe, efektem których są liczne jaskinie i wywierzyska, żłobki krasowe, leje krasowe. Tu występuje najdłuższa i najgłębsza jaskinia Polski – Jaskinia Wielka Śnieżna.
Charakterystyczną cechą potoków Tatr Zachodnich są występujące na nich liczne ponory, czyli miejsca, w których potok zanika – jego woda wpływa do podziemnych przepływów. Doliny otaczające Tatry Zachodnie zbudowane są z fliszu podhalańskiego.

## Klimat
Klimat nie różni się od klimatu w innych częściach Tatr. Temperatura spada wraz z wysokością – na każde 100 m o 0,6 °C. Częstym zjawiskiem jest jednak występowanie inwersji temperatur. Najcieplejszym miesiącem jest lipiec, średnia temperatura na wysokości 2000 m n.p.m. wynosi w nim 7,5 °C. Natomiast najzimniejszy jest luty, średnia temperatura wynosi w nim −8,5 °C. Na szczytach zima trwa przeciętnie od połowy października do połowy maja. Im wyżej, tym więcej dni z opadami śniegu i tym dłużej zalega tam śnieg. W ciągu roku nie występuje ani jeden miesiąc, w którym kiedyś nie spadłby śnieg, na najwyższych szczytach można się go spodziewać nawet w lipcu i sierpniu. Charakterystyczną cechą pogody jest duża jej zmienność, trudna do przewidzenia. W ciągu kilku godzin pogoda może się radykalnie zmienić, nie jest niczym rzadkim w lecie czy wczesną jesienią duży spadek temperatury i występowanie silnych wichur z zamieciami śnieżnymi czy gradem. Średnie opady są większe niż w innych rejonach Polski i wynoszą 1200–1600 mm. Znacznie więcej niż w pozostałej części kraju jest tutaj dni, w których wieje wiatr, większa też jest jego siła. Charakterystycznym rodzajem występującego w Tatrach wiatru jest halny.

## Flora i fauna
Roślinność Tatr Zachodnich jest bogatsza i bardziej zróżnicowana gatunkowo niż w Tatrach Wysokich. Przyczyną tego jest występowanie zróżnicowanego podłoża geologicznego, są bowiem tutaj duże ilości skał wapiennych z interesującą florą roślin wapieniolubnych, które w Tatrach Wysokich występują jedynie w północnej części. Wiele gatunków roślin występuje tylko tutaj, a wiele innych, które w Tatrach Wysokich są rzadkością, tu występuje pospolicie. Tatry Zachodnie są jedynym w Polsce miejscem występowania takich gatunków roślin, jak: babka górska, głodek kutnerowaty, gruszyczka karpacka, irga kutnerowata, nerecznica Villara, ostrołódka Hallera, ostrołódka karpacka, ostrołódka polna, potrostek alpejski, przymiotno alpejskie, rogownica szerokolistna, sasanka słowacka, skalnica zwisła, starzec cienisty, sparceta górska, sybaldia rozesłana, szarota Hoppego, szczwoligorz tatarski, traganek wytrzymały, traganek zwisłokwiatowy, turzyca czarna. Fauna jest podobna jak w całych Tatrach. Z dużych zwierząt występują tu: niedźwiedź brunatny, kozica tatrzańska, świstak tatrzański, a z ptaków orzeł przedni.

## Historia
Od dawna Tatry Zachodnie wykorzystywane były jako pastwiska, początkowo przez Wołochów, którzy w Karpatach wprowadzili na szczytach gór pasterstwo, później przez miejscową góralską ludność. Już w XVI w. mieszkańcy okolicznych miejscowości otrzymywali od królów polskich prawo do wypasu i karczowania polan. Powstały liczne hale. Na polanach stały szałasy, bacówki i inne zabudowania. Z czasem liczba wypasanych tutaj owiec i bydła tak wzrosła, że hale nie wystarczały, wypasano również na stokach gór (np. Ciemniak wypasany był po sam wierzchołek), w żlebach i w lesie. Stało się to niebezpieczne dla Tatr – owce i bydło niszczyły tatrzańską roślinność, w tym cenne i bardzo rzadkie gatunki roślin, powodowały erozję stoków. Ponadto górale kłusowali, tępiąc kozice, świstaki i inne zwierzęta, wycinali kosodrzewinę. Po powstaniu TPN zniesiono wypas na większości hal, utrzymał się jeszcze tzw. kulturowy wypas na niektórych tylko polanach. Oprócz pozytywnych skutków ma to jednak również skutki ujemne – hale (polany śródleśne) zarastają lasem ze szkodą dla atrakcyjności widokowej i ginie ich roślinność.
W Tatrach Zachodnich od dawna, już od XV wieku, funkcjonowały górnictwo i hutnictwo. Początkowo poszukiwano tutaj rud srebra i miedzi (np. pod Ornakiem), później żelaza. Na polanach Stare Kościeliska i Huciska istniały huty przetapiające rudę żelaza. Góry przecięte zostały drogami do zwożenia tych rud, tzw. zwanymi hawiarskimi drogami. Później rudy przewożono Drogą pod Reglami do huty w Kuźnicach. Na potrzeby hut wycięto w Tatrach znaczną połać lasu, szczególnie bukowego.
W licznych jaskiniach Tatr Zachodnich podobno ukrywali się zbójnicy, faktycznie jednak były one penetrowane głównie przez poszukiwaczy skarbów rzekomo ukrytych w nich przez zbójników. Świadczą o tym pozostawione przez nich znaki (naliczono 52 takie miejsca w jaskiniach i na turniach, wszystkie w Tatrach Zachodnich). Obecnie rozgałęzione i długie korytarze jaskiń są terenem badań speleologów.

## Turystyka
Szczyty Tatr Zachodnich (z wyjątkiem Rohaczy i Giewontu) są łagodne i mają kopulasty kształt. Są jednak bardzo atrakcyjne turystycznie dzięki temu, że mają więcej wysokogórskich hal i dużych, nagich partii wierzchołkowych porośniętych tylko niską murawą, z których roztaczają się rozległe widoki. Znacznie więcej jest tutaj także jaskiń i wielkich wywierzysk. Wapienne skały tworzą liczne turnie i bardzo strome ściany, w których istnieje wiele dróg wspinaczkowych dla taterników. Wyznakowane są liczne szlaki turystyki pieszej i nartostrady, a także trasy rowerowe.
W Tatrach Zachodnich znajduje się 7 schronisk turystycznych (4 w Polsce, 3 na Słowacji).
Baza turystyczna na terenie polskich Tatr Zachodnich
- schroniska turystyczne: schronisko PTTK na Hali Kondratowej, schronisko PTTK na Hali Ornak, schronisko PTTK na Polanie Chochołowskiej, hotel górski PTTK na polanie Kalatówki,
- jaskinie udostępnione do turystycznego zwiedzania:
  - z oświetleniem, przewodnikiem i płatnymi biletami wstępu: Jaskinia Mroźna,
  - do samodzielnego zwiedzania: Jaskinia Mylna, Jaskinia Raptawicka, Jaskinia Obłazkowa, Smocza Jama, Dziura[14].

Tatry Zachodnie wchodzą w skład Tatrzańskiego Parku Narodowego. Za wstęp pobierane są opłaty przez TPN oraz Wspólnotę Leśną Uprawnionych Ośmiu Wsi, której własnością jest część Tatr Zachodnich w rejonie dolin Kościeliskiej, Lejowej i Chochołowskiej.
Baza turystyczna na terenie słowackich Tatr Zachodnich
- górskie schroniska turystyczne i kempingi: schronisko na Zwierówce, Schronisko Żarskie, chata Czerwieniec, autokemping „Raczkowa”[15].